# Mac Ahlberg
Mac Ahlberg (* 12. Juni 1931 in Stockholm, Schweden; † 26. Oktober 2012 in Cupra Marittima, Italien) war ein schwedischer Kameramann, Filmregisseur und Drehbuchautor.

## Leben und Wirken
Ahlberg begann seine Arbeit beim Film in den 1950er Jahren als Kameraassistent und einfacher Kameramann. 1964 erstmals Chefkameramann, gab er 1965 sein Regiedebüt mit der dänischen Produktion Ich eine Frau (Jeg – en kvinde). Der Film war erfolgreich, und Ahlberg inszenierte danach meist unter dem Pseudonym „Bert Torn“ einige freizügig-sozialkritische „Schwedenfilme“.
1977 ließ er sich in den Vereinigten Staaten nieder und konzentrierte sich hier ausschließlich auf die Tätigkeit als Kameramann. Er war unter vielem anderen an dem Musikvideo Black or White von Michael Jackson beteiligt. Sein filmisches Schaffen als Kameramann umfasst mehr als 80 Produktionen.
Mit dem 1982 gedrehten Der Killerparasit begann eine langjährige Zusammenarbeit mit dem Regisseur und Produzenten Charles Band.

## Filmografie (Auswahl)
Kamera
- 1965: Cattorna – Verbotene Zärtlichkeiten (Kattorna)
- 1966: Prinzessin (Prinsessan)
- 1968: Der Himmel drückt ein Auge zu (Vindingevals)
- 1982: Der Killerparasit (Parasite)
- 1983: Die Klassenfete (My Tutor)
- 1983: Metalstorm – Die Vernichtung des Jared-Syn (Metalstorm: The Destruction of Jared-Syn)
- 1983: Das Frauenlager (Chained Heat)
- 1985: Alarmstufe 1 (Prime Risk)
- 1985: Trancers (Trancers)
- 1985: Re-Animator (Re-Animator)
- 1986: House – Das Horrorhaus (House)
- 1987: House II – Das Unerwartete (House II: The Second Story)
- 1989: Deep Star Six (DeepStar Six)
- 1990: Robot Jox – Die Schlacht der Stahlgiganten (Robot Jox)
- 1991: Oscar – Vom Regen in die Traufe (Oscar)
- 1992: Bloody Marie – Eine Frau mit Biß (Innocent Blood)
- 1993: Mein Freund, der Zombie (My Boyfriend’s Back)
- 1993: Tödliche Nähe (Striking Distance)
- 1994: Beverly Hills Cop III (Beverly Hills Cop III)
- 1995: Die Brady Family (The Brady Bunch Movie)
- 1996: Die Brady Family 2 (A Very Brady Sequel)
- 1996: Space Truckers
- 1998: Ein Anzug für jede Gelegenheit (The Wonderful Ice Cream Suit)
- 2001: Air Rage – Terror in 30.000 Feet (Air Rage)
- 2003: King of the Ants
- 2003: Puppet Master: The Legacy
- 2004: Dr. Moreaus Haus des Schmerzes (Dr. Moreau’s House of Pain)
- 2006: Evil Bong – Kiffen kann doch tödlich sein! (Evil Bong)

Regie
- 1965: Ich eine Frau (Jeg – en kvinde) (& Kamera)
- 1968: Mißbraucht (Jeg, en kvinda II) (& Kamera)
- 1968: Jeg-En Marki (& Kamera)
- 1968: Fanny Hill (& Drehbuch, Kamera)
- 1970: Nana (& Drehbuch)
- 1974: Die Keusche mit den feuchten Lippen (Flossie) (& Drehbuch, Kamera)
- 1975: Justine und Juliette (Justine och Juliette) (& Drehbuch)
- 1976: Skandinavische Lust (Bel Ami) (& Drehbuch)
- 1977: Kommt her, ihr wilden Schwedinnen (Molly) (& Drehbuch, Kamera)